# Heratemis ustulatus
Heratemis ustulatus är en stekelart som beskrevs av Wu och Chen 1996. Heratemis ustulatus ingår i släktet Heratemis och familjen bracksteklar. Inga underarter finns listade i Catalogue of Life.